# Кубок Швейцарії з футболу 1939—1940
15-й розіграш Кубка Швейцарії, що проводився з 15 жовтня 1939 по 25 березня 1940 року. Переможцем змагань став клуб «Грассгоппер».

## 3-й кваліфікаційний раунд
| Команда 1             | Рахунок   | Команда 2           |
| --------------------- | --------- | ------------------- |
| Аврора Біль-Б'єнн     | 3:2 (д.ч) | Монте               |
| Балльшпіельклуб Цюрих | 2:4       | Цуг                 |
| Біршвельден           | 5:2       | Ельветік Базель     |
| Брюль Санкт-Галлен    | 2:1       | Кройцлінген         |
| Конкордія Базель      | 1:4       | Ольтен              |
| Етуаль-Спортінг       | 8:0       | Трамелан            |
| Фрібур                | 7:1       | Грюнстерн Апзах     |
| Ельветія Берн         | 0:1       | Берн                |
| Лахен                 | 5:0       | Локарно             |
| Ла Тур де Пайльц      | 3:5       | Дополоваро Женева   |
| Сент-Ім'є             | 2:7       | Кантональ Невшатель |
| Шаффгаузен            | 5:2       | Вульфлінген         |
| Шефтланд              | 1:4       | Базель              |
| Золотурн              | 0:1       | Герлафінген         |
| Уранія Женева Спорт   | 3:1       | Веве                |
| ФК Устер              | 2:0       | Блю Старз Цюрих     |
| Цюрих                 | 2:3       | Альтштаттен         |
| Беллінцона            | 1:1 (д.ч) | Про Даро Беллінцона |
| Веттінген             | 2:2 (д.ч) | Аарау               |
| 31.12.1939, 14:30     |           |                     |
| Форвард Могрес        | 9:2       | Монтре-Спортс       |

### Перегравання
| Команда 1           | Рахунок | Команда 2  |
| ------------------- | ------- | ---------- |
| 01.01.1939, 14:30   |         |            |
| Аарау               | 4:1     | Веттінген  |
| Про Даро Беллінцона | 1:2     | Беллінцона |

## 1/16 фіналу
| Команда 1           | Рахунок   | Команда 2           |
| ------------------- | --------- | ------------------- |
| 07.01.1940, 14:30   |           |                     |
| Альтштаттен         | 0:2 (д.ч) | Санкт-Галлен        |
| Базель              | 2:4       | Аарау               |
| Біль-Б'єнн          | 0:1       | Кантональ Невшатель |
| Біршвельден         | 0:1       | Нордштерн Базель    |
| Лахен               | 6:2       | Цуг                 |
| Ла Шо-де-Фон        | 2:1 (д.ч) | Етуаль-Спортінг     |
| Лозанна             | 1:0       | Дополоваро Женева   |
| Лугано              | 2:1       | Беллінцона          |
| Люцерн              | 6:1       | ФК Устер            |
| Шаффгаузен          | 0:9       | Грассгоппер Цюрих   |
| Уранія Женева Спорт | 2:1       | Серветт Женева      |
| Янг Бойз            | 2:1       | Аврора Біль-Б’єнн   |
| Янг Фелловз Цюрих   | 2:1       | Брюль Санкт-Галлен  |
| Фрібур              | 1:1 (д.ч) | Форвард Могрес      |
| Герлафінген         | 1:1 (д.ч) | Ольтен              |
| Гренхен             | 3:3 (д.ч) | Берн                |

### Перегравання
| Команда 1         | Рахунок | Команда 2   |
| ----------------- | ------- | ----------- |
| 21.01.1940, 14:30 |         |             |
| Берн              | 0:2     | Гренхен     |
| Форвард Могрес    | 1:0     | Фрібур      |
| Ольтен            | 1:4     | Герлафінген |

## 1/8 фіналу
| Команда 1           | Рахунок   | Команда 2        |
| ------------------- | --------- | ---------------- |
| 11.02.1940, 14:30   |           |                  |
| Кантональ Невшатель | 1:3       | Гренхен          |
| Форвард Могрес      | 0:1       | Ла Шо-де-Фон     |
| Герлафінген         | 1:5       | Янг Бойз         |
| Грассгоппер         | 2:1       | Санкт-Галлен     |
| Лахен               | 2:8       | Лугано           |
| Уранія Женева Спорт | 0:2       | Лозанна          |
| Янг Фелловз Цюрих   | 3:0       | Люцерн           |
| Аарау               | 3:3 (д.ч) | Нордштерн Базель |

### Перегравання
| Команда 1         | Рахунок   | Команда 2 |
| ----------------- | --------- | --------- |
| 18.02.1940, 14:30 |           |           |
| Нордштерн Базель  | 3:2 (д.ч) | Аарау     |

## Чвертьфінали
| Команда 1         | Рахунок | Команда 2         |
| ----------------- | ------- | ----------------- |
| 25.02.1940, 14:30 |         |                   |
| Гренхен           | 5:4     | Ла Шо-де-Фон      |
| Лугано            | 0:2     | Грассгоппер       |
| Нордштерн Базель  | 1:3     | Лозанна           |
| Янг Бойз          | 5:2     | Янг Фелловз Цюрих |

## Півфінали
| Команда 1         | Рахунок | Команда 2 |
| ----------------- | ------- | --------- |
| 10.03.1940, 14:30 |         |           |
| Грассгоппер       | 2:0     | Янг Бойз  |
| Лозанна           | 0:3     | Гренхен   |

## Фінал
Фінальний матч був зіграний 10 квітня 1939 на стадіоні Ванкдорф в Берні.
| Команда 1         | Рахунок | Команда 2 |
| ----------------- | ------- | --------- |
| 25.03.1940, 15:00 |         |           |
| Грассгоппер       | 3:0     | Гренхен   |